# Serge Kosman
Serge Kosman (ook Sergej Kosman) (1903 - 19 februari 1974) was een Russisch filoloog, auteur, docent en hoogleraar Russisch.

## Leven
Sergej Kosman studeerde aan de Universiteit van Luik waar hij in 1935 de graad van doctor in handelswetenschappen behaalde en in 1937 het brevet van hogere studies in pedagogie. Aan de Rijkshandelshogeschool te Antwerpen werd hij licentiaat in de handels-, consulaire en financiële wetenschappen, respectievelijk in 1932, 1933 en 1936. Hij was lid van de club Rossica die in Antwerpen studenten Russisch bij elkaar bracht. Tevens was hij officier en grootofficier in de Orde van Leopold II en officier in de Leopoldsorde. Kosman was hoogleraar aan het Rijksuniversitair Centrum Antwerpen van 1938 tot 1973. Daarnaast was hij ook auteur van een aantal handboeken en een aantal publicaties over studies naar Russische schrijvers als Aleksandr Poesjkin en Vladimir Majakovski. Hij was verloofd met Alicia Rymowicz, een kunstenares. Na zijn overlijden werd zijn boekencollectie geschonken aan de voormalige Stadsbibliotheek Antwerpen, de huidige Erfgoedbibliotheek Hendrik Conscience.

## Werken
Een aantal van zijn werken zijn:
- Le Russe est une langue facile: manuel de langue russe, Brugge, 1949.
- Voici la Russie et les russes: manuel de langue russe, Brugge, 1953.
- Majakovski: mif i deistvited'nost', Parijs, 1968.
- Majakovskij, Parijs, 1968.
- Dnevnik Puškina, Parijs, 1970.
- Grammaire russe : le russe est une langue facile